# ژاک لوپرت
ژاک لوپرت (به فرانسوی:Jacques Leprette) دیپلمات فرانسوی در ۲۲ ژانویه ۱۹۲۰ در اسکندریه مصر به دنیا آمد و در ۲ آوریل ۲۰۰۴ در پاریس درگذشت. وی پسر فرناند لوپرت اندیشمند و سیمون گیتل است. تحصیلاتش را در مدرسه Hoche در ورسای و سپس در دانشکده حقوق و ادبیات پاریس گذراند.
او دکترای حقوق داشته و فارغ‌التحصیل مدرسه دولتی مدیریت و مدرسه خصوصی علوم سیاسی بود. او سفیر فرانسه، شورای امنیت سازمان ملل متحد در نیویورک از ۱۹۷۶ تا ۱۹۸۲، نماینده دائم فرانسه در مجامع اروپایی در بروکسل از ۱۹۸۲ تا ۱۹۸۵ و نماینده فرانسه در کمیساریای عالی حقوق بشر در سازمان ملل متحد در سازمان ملل متحد از ۱۹۸۷ تا ۱۹۹۰و عضو منتخب فرهنگستان علوم اخلاقی و سیاسی فرانسه در سال ۱۹۹۹بود. ژاک لوپرت در ۲۳ ژوئن ۲۰۰۰ شمشیر آکادمیسین، نشان جواهر دومینیک مولر را از دستان وزیر امور خارجه دریافت کرد. وی همچنین به پاسداشت دو دهه تلاش صلح جویانه خود در آفریقا، مفتخر به دریافت مدال فرمانده لژیون فرانسه شد که پس از او به هیچ شهروند فرانسوی اعطا نشده است.
ژاک لوپرت در سال ۱۹۴۸ با کارینا اسپرلینگ معمار ازدواج کرد که حاصل این ازدواج ۳ فرزند بود.

## خدمات به نیروهای ارتشی
به عنوان داوطلب در کازابلانکا در سال ۱۹۴۳، در جنگ سالهای ۱۹۳۹ تا ۱۹۴۵، در مرکز گروه لژیون خارجی از سال ۱۹۴۳ تا ۱۹۴۵ با درجه ستوان شرکت کرد.

## تعهد به امور خارجه
او در مدرسه ملی مدیریت ENA در سال ۱۹۴۶ پذیرفته شد و سپس وارد فعالیت‌های خارجی شد. از سال۱۹۴۷ الی ۱۹۴۹ به مدیریت منطقه اروپا کمک کرد؛ سالی که بعنوان مشاور به دبیرخانه کل شورای اروپا تا ۱۹۵۲ اعزام شد. در مذاکرات و اجرای اساسنامه شورای اروپا شرکت کرد. رئیس لشکر سیاسی فرانسه در برلین از ۱۹۵۲ تا ۱۹۵۵، و سالهای ۱۹۵۵ تا ۱۹۵۹ اولین منشی و سپس مشاور سفارت فرانسه درواشینگتن که نماینده فرانسه در کمیسیون کارائیپ بود. عضو هیئت فرانسوی در پانزدهمین مجمع عمومی سازمان ملل در سال ۱۹۶۰، معاون امور آفریقا و مالاگاسی درquai d'Orsay از ۱۹۵۹ تا ۱۹۶۱ و سفیر جمهوری اسلامی موریتانی از ۱۹۶۱ تا ۱۹۶۳ بود. وی ۵ سال از عمرش را در واشینگتن به عنوان اولین منشی و دومین مشاور گذراند. سرپرست بخش روابط بین وزارتخانه‌ها برای اطلاعات SLII که در ۳۱ ژوئیه توسطآلن پیرفیت ایجاد شد، و دست راست وزیر بود. او سپس به عنوان نماینده تام‌الاختیار به وزارت منصوب شد، در سال ۱۹۶۶ در واشینگتن به سفیران کوو دو مورویل، الفاند و لوسه مشاوره می‌داد.
ژاک لوپرت متخصص دیپلماسی چند جانبه بود. در سال ۱۹۷۱ تا سال ۱۹۷۴ به عنوان مدیر سازمانهای بین‌المللی در سازمان ملل متحد و وزارت امور خارجه تعیین گردید، سپس معاون مدیر امور سیاسی در سازمان مرکزی و سفیر دائم فرانسه در شورای امنیت و رئیس دائم هیئت فرانسه در سازمان ملل متحد از ۱۹۷۶ تا ۱۹۸۱ بود؛ در این منصب، به‌طور همزمان وظایف رئیس جمهور را در شورای امنیت سازمان ملل متحد بر عهده داشت.
او همچنین عضو هیئت فرانسوی در مجمع عمومی سازمان ملل متحد، سفیر دائم فرانسه در اتحادیه اروپا در بروکسل از ۱۹۸۲ تا ۱۹۸۵بوده، و در سال ۱۹۸۴ به مقام سفیر فرانسه منصوب گردید. از سال ۱۹۸۵ تا ۱۹۸۷ مسئول طراحی و سارماندهی دو اجلاس اولیه فرانکوفونی در پاریس و کبک بود. رئیس کمیته مقدماتی اولین اجلاس کشورها با حضور فرانسه، نماینده سابق فرانسه در کمیسیون حقوق بشر سازمان ملل متحد، دارنده جایزه فرانکوفونی ازآکادمی فرانسه، در فرهنگستان علوم اخلاق و سیاست پذیرفته شد و در ۳۰ نوامبر ۱۹۹۹ به صندلی خالی اسکار کولمان فیلسوف بزرگ پروتستان تکیه کرد.
عضو کمیسیون ملی مشاور حقوق بشر از سال ۱۹۸۹ تا ۱۹۹۹، و وابسته به شورای عالی آژانس خبرگزاری فرانسه از سال ۱۹۹۵ بود. او منتخب به ریاست آکادمی صلح و امنیت بین‌المللی تأسیس شده توسط رنه کسن، پطروس غالی و رنه ژان دوپوی شد. در سال ۱۹۹۵ موفق به دریافت جایزه سفیران و جایزه آکادمی علوم اخلاق و سیاست شد. وی ۳ آوریل۲۰۰۴ درگذشت و مراسم خاکسپاری باشکوهی برایش برگزار شد.

## نشان‌ها
- فرمانده لژیون افتخار
- فرمانده نظام ملی لیاقت
- صلیب جنگ ۱۹۳۹–۱۹۴۵
- مدال ستاره برنز(ایالات متحده)
- افسر رتبه ملی کبک (کانادا)

## آثار
- اساسنامه بین‌المللی تریست - پاریس، ۱۹۴۹
- یک کلید برای اروپا، بروکسل، ۱۹۹۴
- گزارشی از زندگی و فعالیت‌های اسکار کولمن، انستیتو فرانسه، ۲۰۰۱

## لینک‌های بیشتر
- یادداشت‌های بیوگرافیک بر روی وب سایت آکادمی سیاسی فرانسه